# Hôpital central de Yaoundé
L'Hôpital central de Yaoundé, en abrégé HCY, est un hôpital public à Yaoundé au Cameroun.

## Histoire de l’hôpital
L'Hôpital central de Yaoundé voit le jour en 1933,. Simon Pierre Tchoungui, ancien premier ministre de l'Est Cameroun, a été surintendant médical de l'hôpital en 1960 avant d'être nommé ministre de la Santé en 1961. 
L'hôpital est à l'origine un établissement de jour. Il subit plusieurs changements structurels et propose désormais des soins 24h/24 et 7j/7. 

## Services de l'hôpital
On peut citer l'unité de médecine et spécialités, l'unité chirurgie, l'unité gynécologie et obstétrique et l'unité technique.

## Personnalités
- Jeanne-Irène Biya
- René Essomba
- Marie-Thérèse Abena Ondoa
- Jean Bahebeck
- Euloge Yiagnigni
- Cecile Bomba Nkolo, médecin et femme politique